# Kanji Tsuda
Kanji Tsuda es un actor japonés nacido el 27 de agosto de 1965 en Fukui Japón. Es conocido por haber actuado en Ju-on: The Grudge.

## Filmografía

### Cine
- Nonko 36-sai(Kaji Tetsudai) (2008) como Tokio Yasukawa
- Sunshine Days (2008) Narrador
- Tôkyô sonata (2008) como Kurosu
- 13 no tsuki (2007) como Dr:kijima
- Pavillion sanshouo (2006) como Tsubame
- Love Death (2006)
- La Gran Guerra Yokai (The Great Yokai War) como Padre de Tadashi / Tadashi adulto
- Ki no umi (2004) como Toshio Yamada
- Kisu to kizu (2004) como Yamazaki
- Zatōichi (2003)
- Ju-on: The Grudge (2003) como Katsuya Tokunaga
- Drive (2002)
- Ping Pong (2002)
- Firamento (2001)
- Monday (2000)
- Audition (1999) como camarero
- Tokio biyori (1998)
- 119 (1994) como Hiroshi Morishita
- Sonatine (1992)

### Series de televisión
- 2002 Kamen Rider Ryūki como Daisuke Okubo
- 2008 K-tai Investigator 7 como Sōsuke Takimoto
- 2008 Michiko to Hatchin como Hiroshi Morenos (voz)
- 2009 Samurai Sentai Shinkenger como Padre de Takeru
- 2013 Yamishibai como contador de historias (voz)
- 2018 We Are Rockets! como Mitsutoshi Kiryu
- 2019 Kamen Rider Zi-O como Daisuke Okubo